# Gradonačelnik Brčko distrikta BiH
Gradonačelnik Brčko distrikta BiH (srp. Градоначеник Брчко дистрикта БиХ), jedan je od nositelja izvršne vlasti, zajedno uz Vladu u Brčko distriktu BiH, jedinom distriktu u Bosni i Hercegovini. Bira se u Skupštini Brčko distrikta BiH, nakon održanih Lokalnih izbora u Bosni i Hercegovini. Sjedište mu je u Brčkom.

## Nadležnosti
Nadležnosti gradonačelnika Brčko distrikta BiH su propisane Statutom Brčko distrikta BiH:
- Gradonačelnik je šef Vlade. U tom svojstvu, gradonačelnik predsjedava Vladom i osigurava suradnju između pojedinih odjela Vlade Distrikta;
- Podnosi Skupštini, na kraju svake kalendarske godine, godišnje izvješće o radu Vlade i njen program rada za narednu godinu;
- Predstavlja Distrikt u svim odnosima s trećim licima i javnošću;
- Provodi zakone koje donosi Skupština Distrikta i Parlamentarna skupština BiH;
- Saziva i predsjedava sjednicama Vlade;
- Nadgleda pružanje usluga javnosti i osigurava efikasan rad Vlade i drugih organa Distrikta;
- Donosi opće akte Distrikta u vezi s pitanjima koja nisu u nadležnosti Skupštine;
- Imenuje Apelacionu komisiju za rješavanje u drugostepenom upravnom postupku;
- Nadgleda rashode i isplate šefova Odjela u granicama i namjenama predviđenim proračunom Distrikta;
- Redovno podnosi izvješća Skupštini o upotrebi i upravljanju sredstvima Distrikta;
- Vrši dužnost najvišeg rukovodioca svih javnih radnika zaposlenih u Distriktu;
- Usmjerava i usklađuje rad Odjela:
- Vrši dužnost supervizora nad radom Policije Distrikta i izdaje instrukcije za sprovođenje politike Distrikta u oblasti javne sigurnosti;
- Odlučuje o podnošenju pritužbe ili zastupa Distrikt kada je tužen pred sudom u obrani interesa Distrikta.
- Proglašava stanje izvanredne opasnosti u slučaju elementarnih nepogoda kao što su poplave, zemljotresi, mećave, epidemije zaraznih bolesti i odmah po nastanku izvanrednog stanja ili neposredno poslije, i najkasnije 48 sati od objavljivanja izvanrednog stanja, podnosi izvješće Skupštini o poduzetim mjerama;
- Za zaključivanje Ugovora i kupovinu roba i usluga čija vrijednost prelazi 5.000 KM, gradonačelnik prethodno mora tražiti potvrdu Skupštine;
- Izdaje ukupni oganizacioni plan uprave Distrikta;
- Podnosi nacrte zakona Skupštini;
- Podnosi prijedlog proračuna proračuna i financijska izvješća organa Distrikta Skupštini na usvajanje;
- Odgovoran je za čuvanje imovine Distrikta;
- Imenuje, unaprijeđuje i izriče disciplinske mjere i razrješava sve javne zaposlene u Distriktu na način i u skladu s postupcima utvrđenim zakonima i propisima.
- Osigurava efektivno i efikasno prikupljanje poreza i prihoda u Distriktu;
- Osniva stalne ili privremene radne grupe radi proučavanja i davanja savjeta o pitanjima iz nadležnosti Vlade;
- Dužnost i obveza gradonačelnika da o svom radu informira javnost i sredstva informiranja;
- Vrši druge dužnosti koje su mu povjerene Statutom i zakonima Distrikta.[3]

## Gradonačelnici
| #   | fotografija | ime                                           | mandat             | mandat                                  | stranka |
| --- | ----------- | --------------------------------------------- | ------------------ | --------------------------------------- | ------- |
| 1.  |             | Siniša Kisić (1954. – 2020.)                  | 8. ožujka 2000.    | 12. studenog 2003.(odluka o smjeni)     | SP RS   |
| -   |             | Ivan Krndelj (r. 1959.) (obnašatelj dužnosti) | 12. studenog 2003. | 3. prosinca 2003.                       | NHI     |
| 2.  |             | Branko Damjanac                               | 3. prosinca 2003.  | 8. prosinca 2004.                       | SP RS   |
| 3   |             | Mirsad Đapo (r. 1953.)                        | 8. prosinca 2004.  | 12. veljače 2009.                       | SDP BiH |
| 4.  |             | Dragan Pajić (r. 1956.)                       | 12. veljače 2009.  | 14. rujna 2011.(odluka o smjeni)        | SNSD    |
| 5.  |             | Miroslav Gavrić (r. 1971.)                    | 14. rujna 2011.    | 23. studenog 2012.                      | SNSD    |
| 6.  |             | Anto Domić (r. 1967.)                         | 23. studenog 2012. | 15. studenog 2016.                      | HDZ BiH |
| 7.  |             | Siniša Milić (r. 1971.)                       | 15. studenog 2016. | 10. prosinca 2020.(podnio ostavku)      | SNSD    |
| -   |             | Anto Domić (r. 1967.)(obnašatelj dužnosti)    | 10. prosinca 2020. | 23. prosinca 2020.                      | HDZ BiH |
| 8.  |             | Esed Kadrić (r. 1979.)                        | 23. prosinca 2020. | 15. ožujka 2023.(odluka o smjenjivanju) | SDA     |
| 9.  |             | Zijad Nišić (r. 1961.)                        | 15. ožujka 2023.   | 29. studenog 2024.                      | SBiH    |
| 10. |             | Siniša Milić (r. 1971.)                       | 29. studenog 2024. | trenutačno                              | SNSD    |

## Vanjske povezice
- Ured gradonačelnika Brčko distrikta BiH  Arhivirana inačica izvorne stranice od 23. studenoga 2018. (Wayback Machine)